# De formidabele fantast
De formidabele fantast is een stripverhaal uit de reeks van Suske en Wiske. Het is het laatste verhaal geschreven door Marc Verhaegen, die per 25 februari 2005 werd ontslagen. Hij had dit verhaal net af. Het werd gepubliceerd in De Standaard en Het Nieuwsblad van 4 april 2005 tot en met 23 juli 2005. De eerste albumuitgave was op 11 mei 2005.

## Locaties
Dit verhaal speelt zich af op de volgende locaties:
- België, de Kempen, Kalmthout, de Kalmthoutse heide, het bijenteeltmuseum, opgravingsite bij het domein van de Mont Noir, villa Mont Noir, herberg de Cambuus, de Vossenberg, het Arboretum, een apotheek, Circus Porto Maltese.

## Personages
In dit verhaal komen de volgende personages voor:
- Suske, Wiske, tante Sidonia, Lambik, Jerom, professor Barabas, Hippoliet Lambik (grootoom van Lambik), Raymond van Barneveld, Victor Bernsohn, Tuber en Culose[1] (honden), apotheker, Theofiel Boemerang, moeder Kee, Lowieke den Baas (stroper), Sok en Piet de Koperen, Sarah (dochter van Victor), Bruno, Leonardo (leeuw), directeur van het circus.

## Uitvindingen
In dit verhaal spelen de volgende uitvindingen mee:
- de Barabas Surface Method (BSM), de paranormmeter, de teletijdmachine.

## Het verhaal
Lambik neemt vrienden mee op een uitstapje naar de Kempen en toont de schedel van zijn grootoom Hippoliet Lambik, professor Barabas heeft het gevonden tijdens opgravingen op het domein van de Mont Noir in de Kalmthoutse heide. DNA-onderzoek wees uit dat het een voorouder van Lambik is geweest, Raymond van Barneveld gooit een dartpijltje in de schedel en wordt weggejaagd door Lambik. De auto is van de weg geraakt en Suske en Wiske gaan voorop richting professor Barabas, ze lezen dat er ooit een Roemeense chalet op de Mont Noir stond. Er land een vreemd object en een man vertelt zijn hond bij de tijdcapsule te blijven, de kinderen volgen hem richting een drogisterij. De vrienden komen bij de opgraving en professor Barabas vertelt dat het dagboek en jenever gevonden zijn bij de schedel van de voorouder van Lambik, Hippoliet verbleef veel in herberg de Cambuus. De professor vertelt dat de Vossenberg is afgegraven om een spoorring rond Antwerpen aan te leggen, dit was hard werken en de arbeiders zochten troost in drank. Ook is er veel para-energie aanwezig op de Mont Noir, zaken als klopgeesten en telekinese. Suske en Wiske zien de man uit de apotheek vertrekken en de apotheker achtervolgt hem omdat hij niet heeft betaald. Lambik leest het dagboek en Hippoliet zou met Sok en Piet de Koperen de Mont Noir bezoeken, ze hadden een geheime tunnel ontdekt aan de zijkant van Bernsohns huis. De hond gaat er met het dagboek vandoor, Suske en Wiske zien de man in de tijdcapsule vertrekken en ook Jerom komt te laat om het dagboek nog in handen te krijgen.
De vrienden besluiten naar 1912 af te reizen en de professor hoort van de apotheek dat de man er met Risperdal, dit onderdrukt waanbeelden en innerlijke stemmen, vandoor is gegaan. Ze kleden zich in kleding van de tijd en laten zich door Theofiel Boemerang naar het verleden flitsen. De professor gaat hierbij zelf ook mee. Theofiel wil een diamanten ring van 24 karaat als beloning, want Bernsohn was diamantair. De vrienden zien hoe moeder Kee twee overvallers wegjaagt, zij is de eigenaresse van de Cambuus. De vrienden helpen haar biervaten naar binnen brengen Lambik wordt aangekeken voor Hippoliet als hij vloekt en moet de afwas doen omdat hij maanden op de kosten van moeder Kee heeft geleefd. Jerom krijgt een veldwachterskostuum, de vorige veldwachter werd stroper, en ze vraagt of Jerom 's avonds een borrel komt drinken. Suske en Wiske vinden een konijn in een klem en Lowieke den Baas vertelt dat er een straf op stropen staat en neemt het dier mee. Dan zien Suske en Wiske de twee overvallers, ze praten over Hippoliet en vragen zich af waar hij is. Piet vertelt dat er een spook is, maar Sok gelooft dit niet en de kinderen worden gezien maar kunnen ontkomen. Tante Sidonia en professor Barabas gaan naar de villa van Bernsohn en testen de paranormmeter. Victor Bernsohn vertelt dat de villa is overgebleven van de Wereldtentoonstelling uit 1884. Professor Barabas ziet een hond met het dagboek, maar er wordt een grote hap uit het boek genomen voordat hij het in handen krijgt. Dan ziet de professor de geheime gang en hij hoort geschreeuw en ziet briefjes met waarschuwingen. Victor laat tante Sidonia zijn atelier zien en hij vertelt dat hij een pretpark wil maken van de Mont Noir. Hij heeft plannen voor een zwembad met beweegbare bodem en dan zegt tante Sidonia dat ze in een replica van het huis een lampje in de kelder ziet branden.
Victor gaat naar de kelder en Suske en Wiske komen bij de villa, ze vertellen dat ze Sok en Piet hebben gezien en die willen de diamanten van Bernsohn. Professor Barabas wordt neergeslagen door een spook en wordt bij Hippoliet opgesloten. Hippoliet vertelt dat hij Sok en Piet heeft beloofd uit te zoeken of er echt een spook is. Het spook gaat naar zijn dochter, hij begrijpt haar tekeningen niet en verbiedt haar naar buiten te gaan om te spelen. Bernsohn schrikt enorm als hij Suske en Wiske, die hij ook al in de toekomst zag, bij het kelderluik tegen het lijf loopt. Moeder Kee en Lambik maken nog altijd ruzie, maar dan zakt moeder Kee door de vloer en Lambik probeert haar met behulp van een paard uit het gat te trekken. Jerom komt voorbij en ze brengen de vrouw naar Mont Noir. De vrienden horen dat Sarah steeds verwarder wordt, hij laat professor Barabas en Lambik vrij en biedt zijn excuses aan. Hippoliet vindt tante Sidonia erg aantrekkelijk en is boos als hij merkt dat iedereen hem verdenkt de diamanten te willen stelen. De leeuw van circus Porto Maltese is gestolen door Sok en Piet en Lowieke den Baas wil kijken wat er in de kooi ziet, maar hij laat dan de leeuw ontsnappen.
Lambik en Hippoliet Lambik ontmoeten elkaar en moeder Kee neemt Hippoliet mee in plaats van Lambik. Moeder Kee vertelt dat Lowieke zelf stroper is, 's winters laat hij zich onderbrengen bij de kolonie voor landlopers van Merksplas en repareert dan schoenen van bewakers. Jerom brengt de drie boeven naar de politie en professor Barabas onderzoekt Sarah, de paranormmeter slaat enorm uit. De kinderen moeten buiten spelen als de professor wil uitleggen wat er aan de hand is, maar dan worden ze aangevallen door de leeuw. Sarah laat engelen verschijnen en rijdt op de rug van de leeuw, waarna Jerom het dier terugbrengt naar het circus. De tekeningen van Sarah worden op elkaar op een lichtbak gelegd en dan verschijnt er een tekening van Joodse gevangenen tijdens de Tweede Wereldoorlog. Victor weet niet wat de Tweede Wereldoorlog is en de professor vertelt hoe de nazi’s Europa onder de voet liepen en meer dan zes miljoen Joden ombrachten, net zoals politieke gevangenen, zigeuners en homoseksuelen. Sarah is niet ziek, maar paranormaal begaafd en Victor laat de professor zien hoe zijn tijdcapsule werkt. De vrienden worden naar hun eigen tijd teruggeflitst en professor Barabas neemt een doosje mee voor Theofiel, maar er zit niespoeder en een nepring in. Lambik zaagt de Hippoliet-tak van zijn stamboom omdat de man zich liet commanderen en dan nog wel door een vrouw. Professor Barabas pakt een boek over Kalmthout en leest dat Bernsohn de Mont Noir tijdens de vooravond van de Eerste Wereldoorlog heeft verlaten.

## Achtergronden bij het verhaal
- Dit verhaal werd geschreven ter gelegenheid van het 60-jarig bestaan van Suske en Wiske. Het verhaal speelt zich af in Kalmthout en de Kalmthoutse heide, de 'geboorteplaats' van het duo. Tevens is niet het eerste in de reeks Kalmthout-verhalen, ook verschenen Het rijmende paard en Het geheim van de Kalmthoutse heide (van Willy Vandersteen) en De belhamel-bende (van Paul Geerts).
- In het verhaal wordt verwezen naar de dartsport, Raymond van Barneveld komt voorbij, Lambik maakt een dart-pijl van een boom en een vastgebonden hond.
- Op strook 28 is het standbeeldje van Suske en Wiske te zien dat bij Station Heide (gemeente Kalmthout) staat. Dit beeldje was al eerder te zien in album nr. 252 Volle maan.
- In dit verhaal wordt professor Barabas voor het eerst zelf naar het verleden geflitst. Om die reden laat hij de teletijdmachine bedienen door Theofiel Boemerang. Hij kon dit ten slotte niet zelf doen. Hiermee is dit tot dusver het enige verhaal waarin professor Barabas niet zelf flitst met de teletijdmachine.